# 鯰温泉
鯰温泉（なまずおんせん）は、富山県富山市（旧国越中国）にある温泉。

## 泉質
鯰温泉には2024年（令和6年）7月末現在、鯰第一温泉ふじのやの源泉、1号井、2号井、3号井、5号井の計4本の源泉が存在し、このうち利用許可施設により利用されているのは鯰第一温泉ふじのやの源泉と1号井と3号井と5号井である。
- 鯰第一温泉ふじのや：なし（総鉄イオン（鉄Ⅱイオン+鉄Ⅲイオン）[1]
  - 源泉温度15.8℃、pH6.90、溶存物質80.7mg/kg[1]
  - 揚水量は動力揚水で毎分109.0リットル、地下10mから汲み上げている[1]。
- 1号井：なし（鉄Ⅱイオン、メタケイ酸）[1]
  - 源泉温度18.7℃、pH6.88、溶存物質314.8mg/kg[1]
  - 揚水量は動力揚水で毎分120.0リットル、地下30mから汲み上げている[1]。
- 3号井：含硫黄 - ナトリウム - 塩化物泉[1]
  - 源泉温度29.1℃、pH7.18、溶存物質6,098mg/kg[1]
  - 揚水量は動力揚水で毎分50.0リットル、地下1,283mから汲み上げている[1][2]。
- 5号井：含鉄（Ⅱ、Ⅲ）-ナトリウム・カルシウム・マグネシウム-塩化物冷鉱泉[1]
  - 源泉温度19.3℃、pH6.80、溶存物質1,591mg/kg[1]。加温している[3]。
  - 揚水量は動力揚水で毎分100.0リットル、地下30mから汲み上げている。黄金色の湯が特徴[2]。

いずれもアトピー、痔、神経痛、慢性消化器病、切り傷、術後療養、冷え性、病後回復期に効能があるとされる。特に傷や腫れ物によく効くと評判である。
かつて水道が整備されていなかった頃は、かけ湯にも何でも源泉を使用していたため「鯰温泉と言えばタオルが赤くなるところか」とよく言われていたという。

## 温泉街
富山市の北西、富山湾近くに『鯰温泉』および『鯰第一温泉 ふじのや』（1948年（昭和23年）創業、1982年（昭和57年）改築、屋号は前身の四方町の料理屋から）が存在する。
『鯰温泉』は内湯と露天風呂、サウナで構成されており、内湯は、5号井を使用した鉄泉湯と、水を沸かした『麦飯石湯』が存在する。露天風呂は3号井を使用している。また、かつて当温泉のそばに富山地方鉄道射水線鯰鉱泉前駅があった関係から、館内には射水線で使用された線路のレールの一部や当時の時刻表が飾られており、脱衣所手前ののれんの横には、射水線の歴史を紹介したパネルが掲示されている。
『鯰第一温泉 ふじのや』には、かつて銭湯を兼ねた500m2の大浴場が存在していたが、重油代の高騰などのため、現在は料理旅館に転換し、浴場も北海道樽前山麓から産出される火山磔を固形化したカールストーンを使用した小規模のものとなっている。
富山湾に近いことから、近くの四方漁港で水揚げされた海産物の料理が有名な旅館である。

## 歴史
開湯は約300年前とされる。開湯伝説によれば、漁師が母の腫物に効く薬を求めて富山城下の薬屋を回ったがみつからず、その帰途、狐の親子がこの温泉で腫れ物を癒していたのを見た。そのとき、源泉には白い鯰の群れがいたとされ、その水を持ち帰って母の腫物に付けたところ、翌日には快方に向かったという。これが温泉名の由来となった。
1801年（寛政13年）に開湯し、1869年（明治2年）に一軒宿が創業。この時点での源泉は2m四方の湿地帯で、白い粘土層に時分自噴していた。後に管を100m打ち込み、ポンプで温泉を汲み上げる様になった。1972年（昭和47年）には4階建ての新館が建設された。
1984年（昭和59年）には、高温の温泉を求めて6か月かけて1,283m地点（地温77℃）まで掘削を行ったものの、32℃の少量の湯が沸出する程度に留まった。
露天風呂は、1985年（昭和60年）、約1,300mの地下から掘り当てたナトリウム塩化物泉を引いている。
1924年、越中電気軌道（後の富山地方鉄道射水線）の開通に伴い今市駅が開業し、1929年に鯰鉱泉前駅に改称されたが、1980年に廃線となった。

## アクセス
- 富山駅よりバス（地鉄バスターミナルより新港東口行きに乗り、17番目の停留所 鯰温泉口下車）25分。下車後　徒歩3分[2]。
- E8 北陸自動車道 富山西ICから約25分[2]。